# Nilanga
Nilanga là một thành phố và là nơi đặt hội đồng đô thị (municipal council) của quận Latur thuộc bang Maharashtra, Ấn Độ.

## Địa lý
Nilanga có vị trí 18°06′B 76°46′Đ / 18,1°B 76,77°Đ Nó có độ cao trung bình là 583 mét (1912 feet).

## Nhân khẩu
Theo điều tra dân số năm 2001 của Ấn Độ, Nilanga có dân số 31.660 người. Phái nam chiếm 52% tổng số dân và phái nữ chiếm 48%. Nilanga có tỷ lệ 66% biết đọc biết viết, cao hơn tỷ lệ trung bình toàn quốc là 59,5%: tỷ lệ cho phái nam là 74%, và tỷ lệ cho phái nữ là 57%. Tại Nilanga, 15% dân số nhỏ hơn 6 tuổi.